# Podaxis carcinomalis
Podaxis carcinomalis är en svampart som först beskrevs av Carl von Linné d.y., och fick sitt nu gällande namn av Elias Fries 1829. Podaxis carcinomalis ingår i släktet Podaxis och familjen Agaricaceae.   Inga underarter finns listade i Catalogue of Life.